# Merosargus terminalis
Merosargus terminalis är en tvåvingeart som beskrevs av James 1971. Merosargus terminalis ingår i släktet Merosargus och familjen vapenflugor. Inga underarter finns listade i Catalogue of Life.